# Kendji Girac
Kendji Girac, volledige naam Kendji Jason Maillé (Périgueux, 3 juli 1996) is een Frans zanger van Spaanse Roma afkomst. Hij verkreeg bekendheid door zijn deelname aan seizoen 3 van het televisieprogramma The Voice: la plus belle voix, dat hij op 10 mei 2014 won.

## Biografie

### Jeugd en deelnameThe Voice
Kendji Jason Maillé werd geboren als jongste van een Romafamilie. Girac is de naam van zijn moeder. Hij groeide op in Saint-Astier en kreeg les in het spelen van gitaar en zijn grootvader leerde hem zingen. Hij verliet school op zijn zestiende om zijn familie op te volgen als boomkweker. Zijn moedertaal is Catalaans.
In augustus 2013 postte hij een filmpje op YouTube waarin hij het nummer Bella van Maitre Gims covert in gipsy-stijl. Dit filmpje werd 1 miljoen keer bekeken en zo werd Kendji Girac geselecteerd voor een deelname aan seizoen 3 van The Voice : la plus belle voix. Hij won seizoen 3 met 51% van de stemmen, een grote voorsprong op Maximilien, die tweede werd met 21%.

### Muzikale carrière
Op 14 juni 2014 bracht Kendji zijn eerste EP uit. Hiervan kwam zijn eerste single, de tweetalige Frans/Spaanse Color Gitano. Zijn eerste album Kendji werd uitgegeven in september 2014 en werd in Frankrijk onmiddellijk een groot verkoopsucces: er werden meer dan 68.000 van verkocht tijdens de eerste week. Gedragen door het success van de achtereenvolgende singles Andalouse, Elle m'a aimé, Conmigo en Cool bleef het album op nummer 1 staan gedurende twaalf weken op de Franse hitlijsten. In oktober 2015 bereikte Kendji de kaap van 1 miljoen verkochte exemplaren en werd zo een van de negentien Franse albums met meer dan 1 miljoen verkochte exemplaren sinds 2000. Ook in Franstalig België doet zijn album het goed.
Op 2 september 2015 bracht hij een nieuwe single uit, Me quemo, ter aankondiging van zijn nieuwe album Ensemble, dat op 30 oktober 2015 verscheen. Van dit album gingen in de eerste week 101.200 exemplaren over de toonbank in Frankrijk.
Op 20 april 2018 kondigt Kendji een nieuwe single, Maria Maria, aan en doorbrak zo zijn hiatus, wat hij toeschreef aan "angst om het publiek te vervelen". Zijn nieuwe album Amigo kwam uit op 31 augustus datzelfde jaar.

### Prijzen en onderscheidingen
- NRJ Music Awards 2014: Franstalige belofte van het jaar
- NRJ Music Awards 2014: Franstalig lied van het jaar, met Color Gitano
- NRJ Music Awards 2015: Franstalig lied van het jaar, met Conmigo
- NRJ Music Awards 2018: Franstalig lied van het jaar, met Pour oublier

## Discografie
| Album met eventuele hitnotering(en) in de Nederlandse Album Top 100 | Datum van verschijnen | Datum van binnenkomst | Hoogste positie | Aantal weken | Opmerkingen |
| ------------------------------------------------------------------- | --------------------- | --------------------- | --------------- | ------------ | ----------- |
| Kendji                                                              | 08/09/2014            | 09/05/2015            | 53              | 1            |             |

| Album met hitnotering(en) in de Vlaamse Ultratop 200 albums | Datum van verschijnen | Datum van binnenkomst | Hoogste positie | Aantal weken | Opmerkingen |
| ----------------------------------------------------------- | --------------------- | --------------------- | --------------- | ------------ | ----------- |
| Kendji                                                      | 08/09/2014            | 09/05/2015            | 119             | 5            |             |
| Ensemble                                                    | 30/10/2015            | 09/05/2015            | 88              | 3            |             |
| Amigo                                                       | 31/08/2018            | 08/09/2018            | 69              | 2            |             |

- Bibliothèque nationale de France: cb16944560k (data)
- Gemeinsame Normdatei: 108090932X
- International Standard Name Identifier: 0000 0004 4477 9458
- MusicBrainz: 8326a5ca-96f0-41ec-8f38-9bec3708e4ce
- Nationale Bibliotheek van Israël: 987011545646505171
- Réseau des bibliothèques de Suisse occidentale: 02-A025009658
- Système universitaire de documentation: 185487858
- Virtual International Authority File: 314853293
- WorldCat: E39PBJvCTQc7cXc63pm8D8dbBP